# Die silberne Kugel
Die silberne Kugel ist ein deutscher Stummfilmserienkrimi aus dem Jahr 1916 von Richard Oswald rund um den Meisterdetektiv Engelbert Fox.

## Handlung
Edward Maxwell, der Herr über Duncan Castle, wird tot aufgefunden. Wenig später kehrt dessen Tochter Daisy heim. Ihr Onkel Dr. Maxwell beauftragt den Detektiv Engelbert Fox damit, die Umstände des Todes seines Bruders herauszufinden und den oder die Täter dingfest zu machen. Fox geht mit Hilfe seines treuen Dieners Fix sofort ans Werk. Fox bekommt heraus, dass es der oder die Mörder wohl auf eine hohe Geldsumme abgesehen haben. Dabei soll es sich um insgesamt zwei Millionen drehen. Das Geld wurde an einem sicheren Platz deponiert, und der Depotschein in einer silbernen Kugel verwahrt, die sich in einem nicht mehr funktionsfähigen Springbrunnen befindet.
Es stellt sich heraus, dass die Hauswirtschafterin auf dem Schloss der Kopf einer kleinen Bande ist. Sie kooperiert eng mit den drei Gewohnheitsverbrechern Harper, Brown und Winston. Alle vier wollen unbedingt in den Besitz des Depotscheines gelangen, wissen aber nicht, wie man den Mechanismus betätigt, der die Kugel mittels eines Wasserstrahls nach oben bringt. Harper ist besonders skrupellos in seinen Mitteln und besitzt nicht einmal eine Ganovenehre. Er hatte nicht nur Maxwell mit einem Schuss durchs Fenster ermordet, sondern entledigt sich auch gleich seiner Komplizen Brown und Winston: Winston tötet er im Fahrstuhl, Brown in einem Hotel. Schließlich aber geht er Fox und seinem treuen Diener ins Netz.

## Produktionsnotizen
Der je nach Quelle vier- oder fünfaktige Film passierte im Dezember 1915 die Filmzensur und wurde im darauf folgenden Monat im Mozartsaal erstmals gezeigt.
Oswald beteiligte sich mit diesem Serienprodukt an einer der während des Ersten Weltkriegs so populären Detektivfilmreihen. Es war der dritte Film der sog. Richard-Oswald-Serie 1915/16. An diesem Film war er überdies als Produktionsleiter beteiligt.